# Masclinius Maternus
Masclinius Maternus († 352 n. Chr.) war ein Decurio im römischen Köln, der Colonia Claudia Ara Agrippinensium.
Masclinius Maternus ist nur durch seine in Zülpich-Hoven gefundene Grabinschrift bekannt. Als Kölner Ratsherr hatte er dort vermutlich Grundbesitz und wurde deshalb in der Nähe bestattet. Nach der Inschrift wurde er von seinem Sohn Masclinius Leo beerdigt. Er hatte verschiedene Ämter in der Stadt übernommen und war nicht nur Decurio, sondern auch einer von zwei Ädilen. Als curator civitatis war er für das Steueraufkommen der Stadt verantwortlich, außerdem hatte er auch als sacerdos priesterliche Aufgaben.
Die Inschrift auf dem Grabstein des Masclinus Maternus bietet den Nachweis dafür, dass Köln in der Spätantike um die Mitte des 4. Jahrhunderts eine funktionierende Stadtverwaltung besaß. Auch die mit dem von Masclinius Maternus ausgeübten Amt des sacerdotalis verbundenen Festivitäten der Kaiserverehrung hat es demnach in der Hauptstadt der Germania secunda noch gegeben. Allerdings ist sein Name der letzte überlieferte Name eines Stadtrates von Köln.
Als Datum der Bestattung werden in der für das Römische Reich üblichen Art die Namen der beiden amtierenden Konsuln Flavius Magnus Decentius Caesar, zugleich Unterkaiser für Gallien, und Paulus aufgeführt. Der Grabstein ist verschollen, von der Inschrift ist eine Zeichnung überliefert.